# Harpophora zeicola
Harpophora zeicola är en svampart som först beskrevs av Deacon & D.B. Scott, och fick sitt nu gällande namn av W. Gams 2000. Harpophora zeicola ingår i släktet Harpophora och familjen Magnaporthaceae.   Inga underarter finns listade i Catalogue of Life.